# 夏だよ!!
「夏だよ!!」（なつだよ!!）は、X21の8枚目のシングル。2016年7月27日にavex traxから発売された。作詞は松井五郎、作曲は後藤次利。楽曲のセンターポジションは吉本実憂。

## 背景とリリース
前作「約束の丘」から約4か月ぶりとなる、2016年2枚目のシングル。CD+DVD盤、CD盤、イベント会場限定盤CD2種の計4形態で発売。
表題曲の衣装は、藤田ニコルがプロデュースした。
「笑顔のプロローグ」は、「Best Friend」以来となる全メンバーによる歌唱。「絶対ヒロイン」は、2016年4月に加入した髙村優香、門垣ひかる、川口ゆりな、飯島未賀、犬塚しおり、中里萌の6名による歌唱。

## チャート成績
2016年8月8日付のオリコン週間ランキングで初週1.5万枚を売り上げ、初登場15位を獲得した。

## メディアでの使用
夏だよ!!
- テレビ朝日『GO!オスカル!X21』エンディングテーマ
- 朝日放送（ABCテレビ）『ビーバップ!ハイヒール』エンディングテーマ
- 南知多ビーチランド ジャッパーンドルフィン TVCMソング[2]

## シングル収録トラック

### CD+DVD盤
| #         | タイトル                            | 作詞       | 作曲       | 編曲       | 時間  |
| --------- | ----------------------------------- | ---------- | ---------- | ---------- | ----- |
| 1.        | 「夏だよ!!」                        | 松井五郎   | 後藤次利   | 日比野裕史 | 4:43  |
| 2.        | 「笑顔のプロローグ」                | Mio Aoyama | 日比野裕史 | 渡辺徹     | 4:30  |
| 3.        | 「夏だよ!! (Instrumental)」         |            | 後藤次利   | 日比野裕史 | 4:24  |
| 4.        | 「笑顔のプロローグ (Instrumental)」 |            | 日比野裕史 | 渡辺徹     | 4:35  |
| 合計時間: | 合計時間:                           | 合計時間:  | 合計時間:  | 合計時間:  | 18:24 |

| #  | タイトル                               | 作詞 | 作曲・編曲 |
| -- | -------------------------------------- | ---- | ---------- |
| 1. | 「夏だよ!! (MUSIC VIDEO)」             |      |            |
| 2. | 「夏だよ!! (MUSIC VIDEOオフショット)」 |      |            |

### CD盤
| #         | タイトル                            | 作詞       | 作曲       | 編曲       | 時間  |
| --------- | ----------------------------------- | ---------- | ---------- | ---------- | ----- |
| 1.        | 「夏だよ!!」                        | 松井五郎   | 後藤次利   | 日比野裕史 | 4:43  |
| 2.        | 「笑顔のプロローグ」                | Mio Aoyama | 日比野裕史 | 渡辺徹     | 4:30  |
| 3.        | 「絶対ヒロイン」                    | BOUNCEBACK | ats-       | 清水武仁   | 4:32  |
| 4.        | 「夏だよ!! (Instrumental)」         |            | 後藤次利   | 日比野裕史 | 4:24  |
| 5.        | 「笑顔のプロローグ (Instrumental)」 |            | 日比野裕史 | 渡辺徹     | 4:35  |
| 6.        | 「絶対ヒロイン (Instrumental)」     |            | ats-       | 清水武仁   | 4:30  |
| 合計時間: | 合計時間:                           | 合計時間:  | 合計時間:  | 合計時間:  | 27:28 |

## 選抜メンバー
| - 泉川実穂 - 松田莉奈 - 吉本実憂 - 籠谷さくら | - 田中珠里 - 長尾真実 - 井頭愛海 - 白鳥羽純 | - 上水口萌乃香 - 山木コハル - 末永真唯 - 小澤奈々花 |